# Wilson, Carolina de Nord
Wilson este un oraș, centrul administrativ al comitatului Wilson, statul Carolina de Nord, SUA. Orașul se află la altitudinea de 33 m, ocupă suprafața de 60,7 km² din care 0,64% este apă, el avea în 2000, 44.405 loc.

## Date demografice
După recensământul din 2000 în orașul avea:
- 44.405 loc.
- 17.296 gospădării
- 11.328 familii
- densitatea populației este de 736,4 loc/km²
- 46,67,87% sunt albi
- 47,53% afroamericani
- 0,31% amerindieni
- 0,58% asiatici
- 0,02% locuitori ai insulelor din Pacific
- 3,89% alte grupări etnice
- 0,72% latino-americani